# 1416
| 1416               |
| ------------------ |
| Dødsfald - Fødsler |
|                    |

| Gregoriansk kalender | 1416 MCDXVI             |
| Ab urbe condita      | 2169                    |
| Armensk kalender     | 865 ԹՎ ՊԿԵ              |
| Kinesiske kalender   | 4112 – 4113 乙未 – 丙申 |
| Etiopisk kalender    | 1408 – 1409             |
| Jødisk kalender      | 5176 – 5177             |
| Hindukalendere       |                         |
| - Vikram Samvat      | 1471 – 1472             |
| - Shaka Samvat       | 1338 – 1339             |
| - Kali Yuga          | 4517 – 4518             |
| Iransk kalender      | 794 – 795               |
| Islamisk kalender    | 819 – 820               |

Konge i Danmark: Erik 7. 1396-1439
Se også 1416 (tal)

## Begivenheder
- 29. maj - Slaget ved Gallipoli 1416

## Født
- 26. februar Christoffer 3. af Bayern, dansk konge fra 1440 til sin død i 1448.

## Dødsfald
- 19. oktober – Peder Jensen Lodehat, dansk biskop og politiker (ukendt fødselsår, omtales første gang i 1375).